# Heinrich Schroth
Heinrich Schroth, född 21 mars 1871 i Pirmasens, Kejsardömet Tyskland, död 13 januari 1945 i Berlin, var en tysk skådespelare. Han var verksam som teaterskådespelare från 1890-talet. Han filmdebuterade 1916 och medverkade fram till 1943 i mer än 140 filmer. Efter NSDAPs maktövertagande 1933 samarbetade han med regimen och medverkade mycket ofta i propagandafilmer. Han var en av skådespelarna som Joseph Goebbels medtog i sin lista över "gudabenådade skådespelare" som slapp krigstjänstgöring 1944.
Schroth var gift med skådespelaren Käthe Haack och far till skådespelaren Hannelore Schroth.

## Filmografi
- 1931 – En farlig flirt
- 1931 – 1914
- 1931 – Köpenick-Kaptenen
- 1935 – Skandalflickan
- 1936 – Onkel Bräsig
- 1937 – Fridericus
- 1937 – Före solnedgången
- 1938 – Den fromma lögnen
- 1938 – Försvunnen i storstaden
- 1939 – Utan vigselring
- 1940 – Den ofullkomliga kärleken
- 1940 – Jud Süss
- 1942 – Rembrandt - målaren och hans modeller
- 1942 – Die Entlassung